# Península de Tsugaru
La península de Tsugaru (津 軽 半島, Tsugaru-hantō) es una península en la prefectura de Aomori, en el extremo norte de la isla de Honshū, Japón. La península se proyecta hacia el norte en el estrecho de Tsugaru que separa Honshū de Hokkaidō. La costa occidental se encuentra en el mar del Japón, mientras que en su costa oriental se encuentran la bahía de Aomori y la bahía de Mutsu. Al otro lado del estrecho de Tsugaru, al norte, se encuentra la península de Matsumae, también en Hokkaidō, a la que está unida por el túnel Seikan.

## Geografía

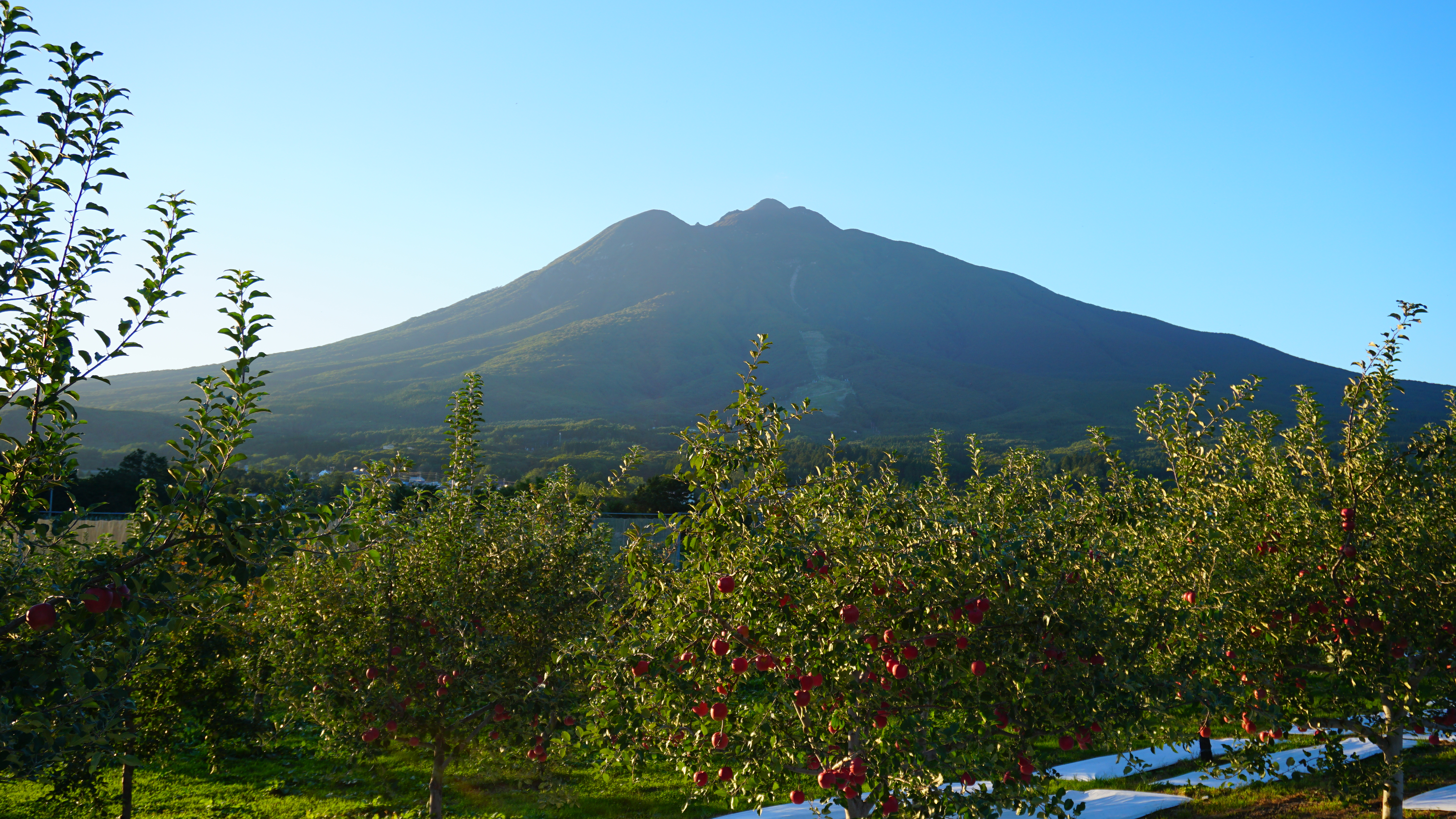
Monte Iwaki, otoño de 2018.

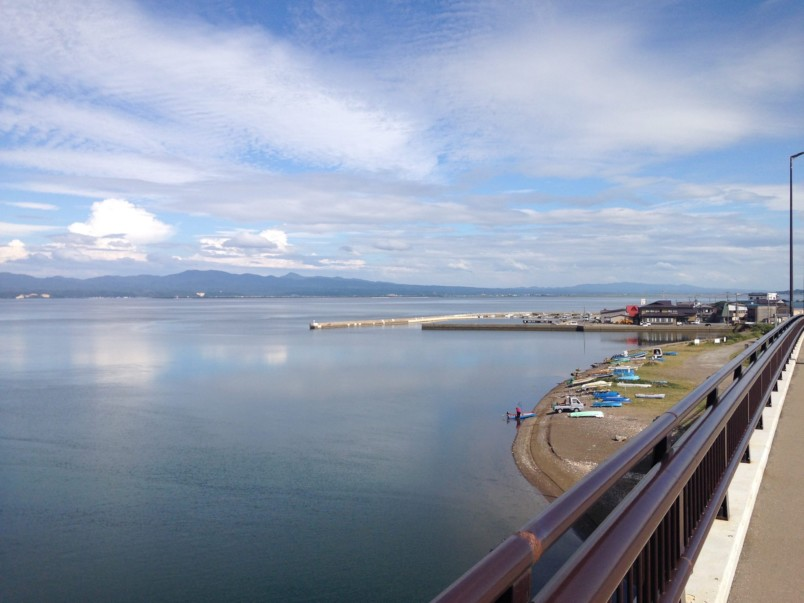
Vista del Lago Jusanko, al oeste de la península

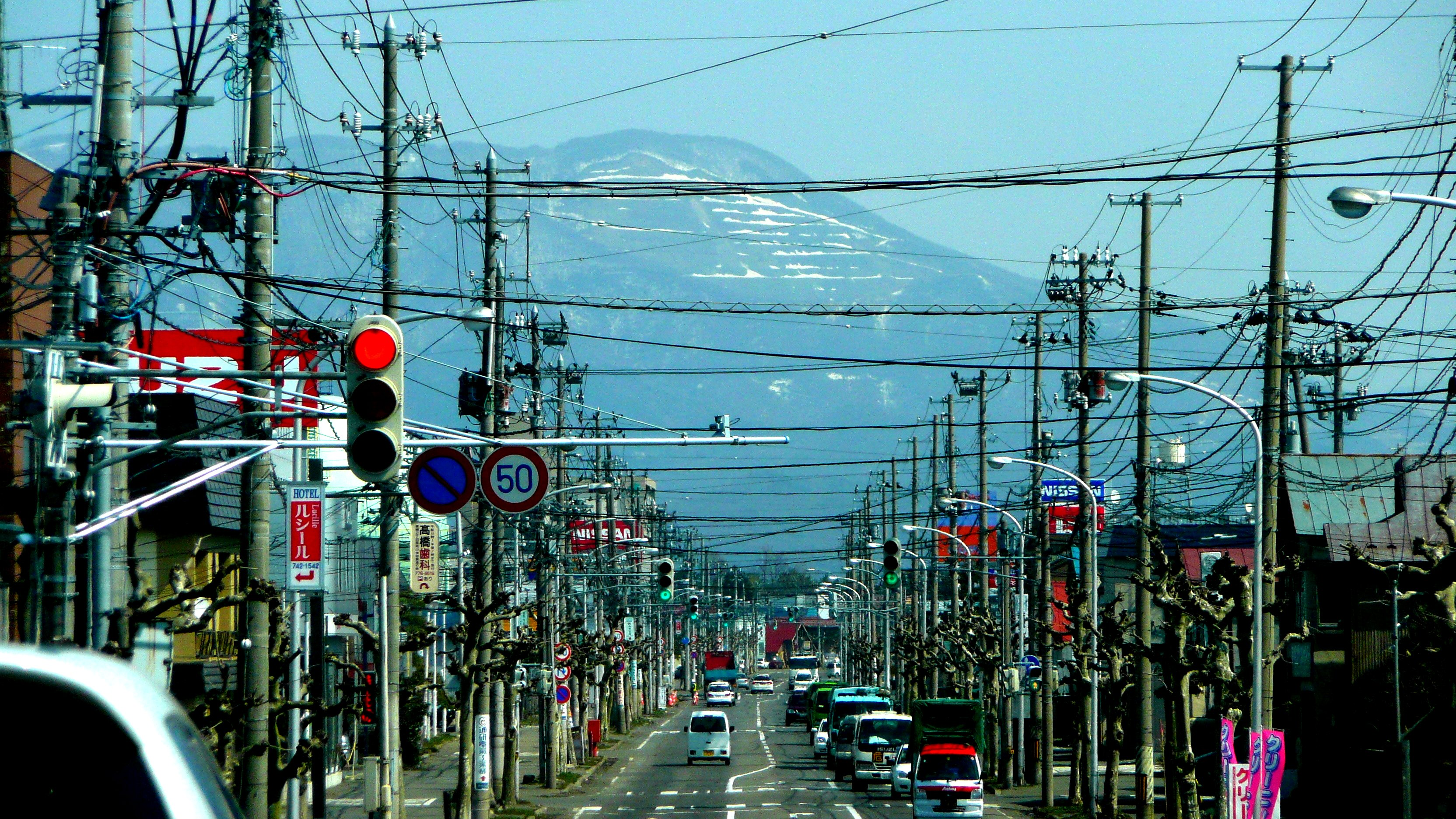
Ciudad de Aomori, marzo de 2008

En el oeste de la península se encuentra el monte Iwaki, un estratovolcán de 1584 metros de altura, el cual domina la sección noroeste de la cadena montañosa Ou de Tohoku, la más larga de Japón. Al este se encuentra la ciudad del castillo de Hirosaki, la capital de la manzana de Japón, construida entre el río Iwaki y el río Hira al sur de donde el Hira se convierte en un afluente del Iwaki. El río Iwaki continúa hacia el norte proporcionando agua a las granjas en la llanura de Tsugaru que atraviesa en su camino para desembocar en el lago Jusanko.  Al este se encuentra el río Iwaki, las aldeas agrícolas en el extremo sur de las montañas Tsugaru, las montañas más al norte de la cadena Ou. La zona es un destino invernal para los cisnes. Después de pasar el invierno en Japón, regresan a Siberia a fines de marzo. Desde mayo hasta septiembre se realiza la siembra y cosecha del arroz.
En la costa oeste se encuentra el lago Jusanko, cara al mar de Japón, donde se fusionó con la ruta nacional 12, que lleva a través de un puente sobre la estrecha entrada de agua que conecta el mar y el lago. Durante el período Muromachi/ Kamakura, Junsanko fue un bullicioso puerto. La llanura acuosa de Tsugaru termina abruptamente en el lago y comienza el tramo norte de las montañas de Tsugaru.

## Historia
En el período Edo, la península fue parte del dominio Hirosaki y estaba gobernada por el clan Tsugaru. Tradicionalmente ha sido una de las zonas más pobres y remotas de Japón, 
Después de la derrota de Aizu durante la Guerra Boshin, muchos de los últimos samuráis fueron enviados a campos de prisioneros de guerra en la península de Tsugaru. Tsugaru es también conocido como el lugar de nacimiento del escritor Osamu Dazai, quien escribió "el  cuaderno de viaje Tsugaru" sobre sus viajes por la península, y autor de "No Longer Human" y "Run, Melos!". La casa donde pasó su infancia está abierta al público así como el Memorial Dazai Osamu, "Shayo-kan".
El "Tsugaru-shamisen" es una versión local distintiva de los japoneses de un instrumento de cuerda, llamado shamisen, que se utiliza para acompañar canciones populares transmitidas a través de generaciones en esa península.

## Transporte

### Trenes
- Hokkaido Shinkansen, línea Kaikyō, vinculada a Hokkaidō a través del túnel Seikan
- Línea Tsugaru
- Ferrocarril Tsugaru

Al igual que con Aizu en la prefectura de Fukushima, JR East trata a Tsugaru como una provincia separada de Mutsu, y las estaciones en el área están marcadas "Tsugaru-" antes de sus nombres.

### Rutas[3]
- Ruta Nacional de Japón 280
- Ruta Nacional de Japón 339